# Soeverein vorstendom der Verenigde Nederlanden
Het Soeverein vorstendom der Verenigde Nederlanden (21 november 1813 - 16 maart 1815) was de voorloper van het Verenigd Koninkrijk der Nederlanden toen eind 1813 de overwinnaars van Napoleon een staatkundige herinrichting van Europa bewerkstelligden die uiteindelijk zou worden vastgelegd door het Congres van Wenen. In deze periode werd invulling gegeven aan de grenzen van het gebied dat grofweg aan erfprins Willem was toegezegd of waar hij aanspraken op maakte.

## Ontwerp en vorming
Bij het trekken van de nieuwe landsgrenzen herkreeg de Republiek der Zeven Verenigde Nederlanden, die deel had uitgemaakt van het Eerste Franse Keizerrijk, haar onafhankelijkheid als staat; haar staatsvorm werd echter gewijzigd tot een monarchie.
De proclamatie door het Driemanschap van 1813 van het Vorstendom der Verenigde Nederlanden werd op 21 november 1813 uitgeroepen. De toenmalige erfprins Willem Frederik van Oranje-Nassau werd op 2 december in Amsterdam als vorst ingehaald, nadat hij op 30 november in Scheveningen per schip vanuit Engeland was aangekomen.
Dit vorstendom betrof echter aanvankelijk enkel de zogeheten Noordelijke Nederlanden.
Met het Verdrag van Parijs in 1814 werd min of meer beslist tot het afstaan van de Zuidelijke Nederlanden (België en Luxemburg) door Frankrijk.
Onder andere over de toekomst van de rechteroever van de Maas waren er meningsverschillen, maar vorst Willem kreeg op 30 mei 1814 het voorlopig bestuur over de linkeroever van de Maas toebedeeld. Hierna maakte hij nog aanspraak op het gebied tussen Maas, Moezel en Rijn. 
De (voorlopige) vereniging met het  Generaal-gouvernement van België vond plaats op 1 augustus 1814 in een "réunion intime et complète". Willem werd gouverneur-generaal van België. Tijdens het Congres van Wenen zou de definitieve eenwording worden bevestigd.

## Geen koning; wel koninklijk
De Grondwet van 29 maart 1814 bepaalde dat de nieuwe staat genaamd “Vereenigde Nederlanden”, met als grondgebied de Noordelijke Nederlanden, zou worden geleid door een soeverein vorst. De zogenoemde  “Souvereiniteit der Vereenigde Nederlanden” werd opgedragen aan “Willem Frederik Prins van Oranje-Nassau”, die in Artikel 1 werd aangesproken met de impliciete titel “Zijne Koninklijke Hoogheid”. In Artikel 17 werd de titel van Koninklijke Hoogheid expliciet ingevoerd voor de erfopvolger van de “Souvereinen Vorst”, die in hetzelfde artikel “Erfprins” werd genoemd. Men sprak evenwel niet van een “Koninklijk Huis”, maar in Artikel 20 werd van een “Vorstelijk Huis” gesproken. Voor de overige prinsen en prinsessen werd in voornoemd Artikel 17 bepaald dat zij de titel van Doorluchtige Hoogheid zouden blijven voeren, zoals sinds de achttiende eeuw al gebruikelijk was in het huis Oranje-Nassau. In de grondwet van 1814 stond evenwel geen expliciete bepaling dat de Vereenigde Nederlanden een vorstendom zou worden genoemd. Niet één keer werd het woord gebruikt. In het handgeschreven en door Willem I ondertekende besluit bij de grondwet werd gesproken van de „Staat der Vereenigde Nederlanden”.

## Provinciale indeling
In de grondwet van 1814 werd (tevens) de provinciale inrichting van het vorstendom geregeld. Daarbij werden in artikel 53 de volgende provincies ingesteld: Gelderland, Holland, Zeeland, Utrecht, Vriesland, Overijssel,
Groningen, Braband en Drenthe.
In de grondwet werd ook een aantal grenswijzigingen geregeld. De tekst van artikel 54 luidde:
Gelderland, Holland, Zeeland, Utrecht, Vriesland, Overijssel, Groningen en Drenthe behouden hunne oude grensscheidingen, onder de volgende bepalingen:
Kuilenburg en Buren behooren onder Gelderland.
Vianen, Ameiden, Leerdam, Langerak, Sommelsdijk behooren onder Holland.
IJsselstein, mitsgaders Benschop, Noordpolsbroek en Jaarsveld behooren onder Utrecht.
Ameland en Schiermonnikoog behooren onder Vriesland.
Wedde en Westwoldingerland behooren onder Groningen.
Braband bestaat provisioneel uit alle de Landen en Steden, voormaals bekend onder den naam van Generaliteits Landen en uit zoodanige andere, als in lateren tijd verkregen en daarbij gevoegd zijn.
Deze provincie Braband omvatte daarmee ook Zeeuws-Vlaanderen en delen van de huidige provincies Nederlands Limburg en Belgisch Limburg.

## Koninkrijk der Nederlanden
In maart 1815 werd Willem ingehuldigd tot "Koning der Verenigde Nederlanden", waarop ook de naam van het land veranderde in "Koninkrijk der Verenigde Nederlanden". Pas in 1831, een jaar na de afscheiding van België, veranderde dit in "Koninkrijk der Nederlanden". Deze benaming wordt tot op de huidige dag zowel gebruikt voor het grondgebied van de staat Nederland in enge zin als, in ruimere zin, voor het verband met de vroegere koloniën op grond van het Statuut voor het Koninkrijk der Nederlanden. Het koninkrijk met het huidige België wordt ter onderscheiding nu ook wel het Verenigd Koninkrijk der Nederlanden genoemd.
De toenmalige grote mogendheden Groot-Brittannië en Pruisen verschilden van mening over de definitieve afbakening van het territorium van deze staat: Pruisen wilde dat de Noordelijke Nederlanden zouden worden toegekend aan de Duitse Bond, die op 8 juni 1815 formeel in het leven werd geroepen. Groot-Brittannië wenste de Noordelijke Nederlanden echter samen te voegen met de Zuidelijke Nederlanden tot één staat, die buiten de Duitse Bond zou blijven. Deze fusie werd vooral bepleit door de Britse minister van Buitenlandse Zaken Castlereagh.
Uiteindelijk zou hij het grondgebied verkrijgen van de Oostenrijkse Nederlanden volgens de grenzen uit 1789 (dus zonder Frans-Vlaanderen), de oude Republiek, en het prinsbisdom Luik, met enkele correcties. Willem poogde vergeefs ook Givet, Le Quesnoy, Maubeuge, Valencijn en Condé toegewezen te krijgen. Sittard wilde Duits blijven maar kwam bij het Koninkrijk der Nederlanden. Herzogenrath wilde Nederlands blijven maar kwam toch bij de Duitse Bond.
Met Luxemburg kwam een personele unie tot stand: de vorst van Nederland was tevens de groothertog van Luxemburg, dat lid was van de Duitse Bond. 
Hoewel Luxemburg in principe niet tot het koninkrijk behoorde en deel uitmaakte van de Duitse Bond, beschouwde Willem het ook als deel van "zijn" Nederlanden. Toen bekend werd dat Napoleon op 26 februari 1815 ontsnapt was van Elba, aarzelde Willem niet langer en riep hij zich op 16 maart met instemming van de mogendheden uit tot koning der Nederlanden, Willem I, nadat op 13 februari de Nederlanden definitief verenigd werden door het Verdrag der XXXVIII Artikelen.
Napoleons herenigde leger overschreed de grens van het nieuwe Koninkrijk der Nederlanden, en raakte slaags met de troepen van de Zevende Coalitie, die uiteindelijk zou zegevieren in de Slag bij Waterloo op 18 juni; hiermee was het nieuwe koninkrijk voorlopig veiliggesteld tegenover Frankrijk.
In september 1815 werd in Brussel de vereniging van de Noordelijke- en Zuidelijke Nederlanden plechtig gevierd. Met de eenwording verwezenlijkte Willem I het ideaal van Willem van Oranje.

## Plein
- Plein 1813 is genoemd naar het jaar van ontstaan van het Soeverein Vorstendom.